# George Howard (baron Howard of Henderskelfe)
George Anthony Geoffrey Howard, baron Howard of Henderskelfe (ur. 22 maja 1920, zm. 27 listopada 1984), brytyjski wojskowy, polityk i działacz BBC, syn wielokrotnego członka Parlamentu George'a Williama Howarda (młodszego syna hrabiego Carlisle) i Ethel Christian Methuen, córki marszałka polnego Paula Methuena. Kształcił się w Eton College i Balliol College w Oksfordzie.
Po ukończeniu studiów wstąpił do wojska, do regimentu Green Howards, gdzie uzyskał stopień majora. Podczas II wojny światowej wstąpił do armii indyjskiej i walczył przeciwko Japończykom w Birmie, gdzie został ranny. Po wojnie został w 1947 r. członkiem Rady Hrabstwa Yorkshire, zaś w 1952 r. został Sędzią Pokoju dla tego hrabstwa. W latach 1969–1984 był przewodniczącym Stowarzyszenia Posiadaczy Ziemskich.
Przez wiele lat zasiadał w zarządzie BBC. W 1980 r. po rezygnacji Michaela Swanna został wybrany prezesem BBC (stwierdził, że za kierowanie stacją oddałby swój zamek). Udało mu się obronić BBC przed upartyjnieniem i obronił jej rangę stacji niezależnej i działającej dla publicznego dobra, co uwidoczniło się w relacjach z wojny o Falklandy. Był człowiekiem w rozległych zainteresowaniach i sporej wiedzy. Wprowadzał w stacji najnowsze technologie.
W 1983 r. z powodu pogarszającego się stanu zdrowia zrezygnował z funkcji prezesa. Otrzymał tytuł barona Howard of Henderskelfe i wycofał się do swojej rezydencji Castle Howard w Yorkshire. Zmarł tam w 1984 r.
11 maja 1949 r. poślubił lady Cecilię Blanche Genevieve FitzRoy (13 maja 1922–1974), córkę Alfreda FitzRoya, 8. księcia Grafton i Susanny Mary McTaggart-Stewart, córki sir Marka Johna McTaggart-Stewarta, 1. baroneta. George i Cecilia mieli razem czterech synów:
- Henry Francis Geoffrey Howard (ur. 17 marca 1950)
- Nicholas Paul Geoffrey Howard (ur. 25 kwietnia 1952), ożenił się z Amandą Kate Victorią Nimmo i Victorią Barnsley, ma dzieci
- Simon Bartholomew Geoffrey Howard (ur. 26 stycznia 1956), ożenił się z Annette Marie Smallwood i Rebeccą Verassaną Sieff, ma dzieci
- Anthony Michael Geoffrey Howard (ur. 18 maja 1958), ożenił się z Lindą Louisą McGrady i Deborah Ayrton-Grime, ma dzieci